# Malviès

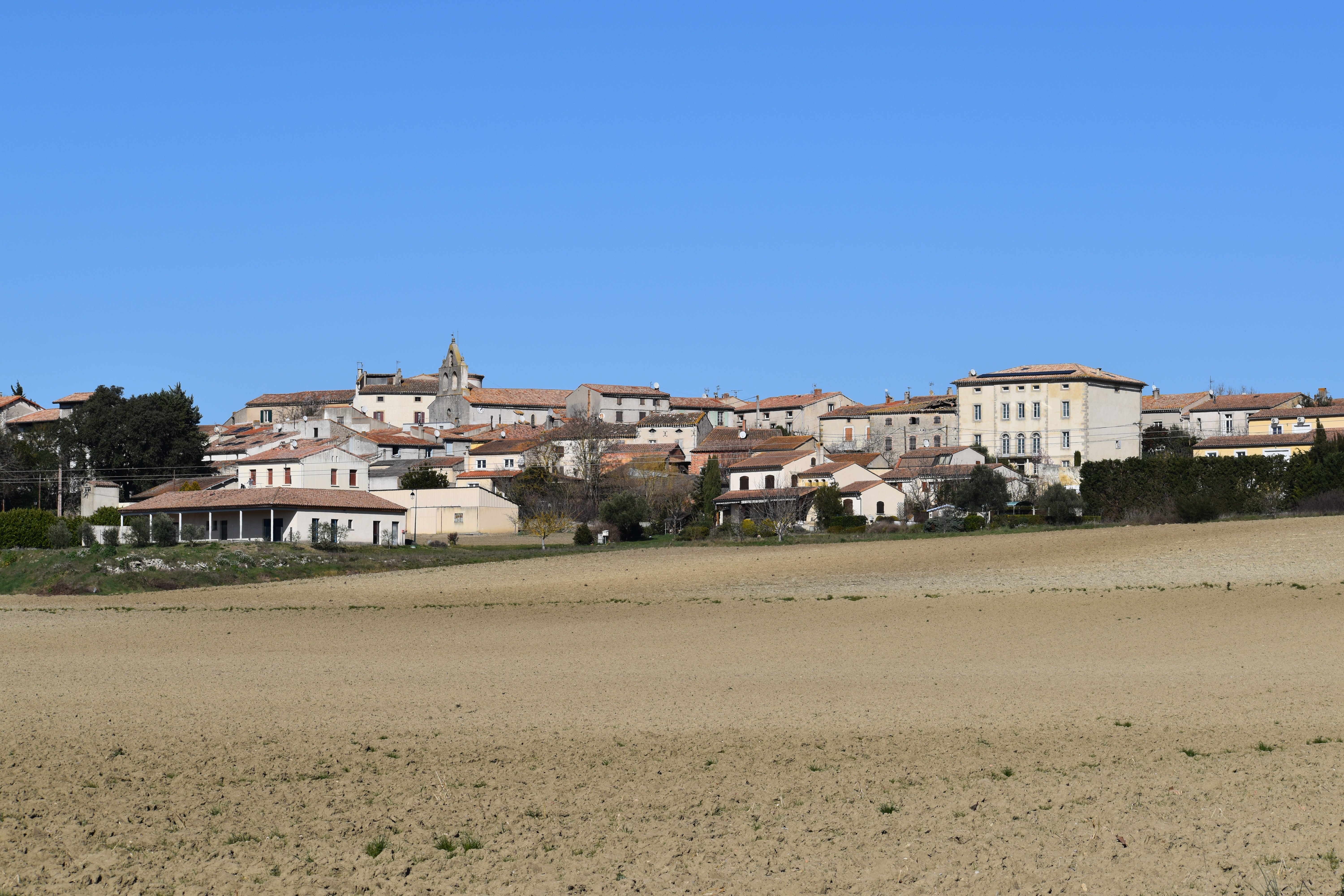
Village de Malviès

Malviès é uma comuna francesa na região administrativa de Occitânia, no departamento de Aude. Estende-se por uma área de 7,22 km². Em 2010 a comuna tinha 382 habitantes (densidade: 52,9 hab./km²).